# یوشیتو یاسوهارا
یوشیتو یاسوهارا (انگلیسی: Yoshito Yasuhara; ۱۷ نوامبر ۱۹۴۹ –) بازیگر، و صداپیشه اهل ژاپن بود.